# Ainara Osoro Txurruka
Ainara Osoro Txurruka (Soraluze, País Basc, 7 d'abril de 1987) és una politòloga, professora i política basca.
Des de l'any 2023 és regidora electa de l'Ajuntament de Soraluze.

## Biografia
Va estudiar la llicenciatura en ciències polítiques i de l'administració en la Universitat del País Basc, graduant-se com primera de la seva promoció amb el Premi Extraordinari de Fi de Carrera. Posteriorment, va realitzar un màster en treball i polítiques socials en la Universitat Autònoma de Barcelona (UAB).
Va fer els estudis de doctorat en ciència política, en l'àmbit de l'administració pública, en la Universitat del País Basc i en la Universitat Burdeus-Montaigne (França). Va ser investigadora universitària en el departament de sociologia i treball social de la Universitat del País Basc i en l'centre de recerca Sinnergiak Social Innovation Centre. Osoro és experta en administració pública i innovació de l'administració pública. A més, també posseeix el màster en professorat per la Universitat del País Basc.
També ha treballat en l'àmbit del voluntariat, col·laborant amb la Fundació Social Emaus. L'any 2012 va estar vivint i treballant al Perú durant gairebé un any, treballant en l'àmbit social.
És membre de Col·legi de Professionals de la Ciència Política i de la Sociologia de Catalunya des de l'any 2011.
Ha viscut en Soraluze (Guipúscoa), Barcelona (Catalunya) i el Perú (Sud-amèrica).

## Trajectòria política
En les eleccions municipals d'Espanya de 2023, va ser candidata a regidora de l'Ajuntament de Soraluze, per la coalició EH Bildu, amb Unai Larreategi com a candidat a alcalde de Soraluze. La coalició va aconseguir la majoria absolua de vots i Osoro va sortir electa regidora.
En la legislatura 2023-2027, Unai Larreategi (EH Bildu) va ser elegit com a alcalde de Soraluze, succeint Iker Aldazabal (PNB). En aquesta legislatura, Osoro és l'encarregada i la portaveu d'igualtat i joventut. Entre les seves tasques destaca la creació i l'impuls de l'Escola d'Empoderament per a les Dones de Soraluze l'any 2024.

## Publicacions

### Treballs de recerca (selecció)
- Osoro, Ainara (2017). La innovación de la Administración Pública en el Siglo XXI. XIII Congreso. Asociación Española de Ciencia Política y de la Administración (AECPA).[2][21]
- Osoro, Ainara (2014). “Public Sector: Internal and External Approaches to Innovation”. Conferencia Internacional. Masovian Centre of Social Policy. Varsòvia (Polònia), 2014.[5][22]
- Osoro, Ainara (2014). El Sector Público: Catalizador para la Innovación Social. SINNERGIAK Social Innovation, UPV-EHU, INNOBASQUE, Escuela Europea de Innovación Social.[4][23]
- Osoro, Ainara (2013). Resindex - Un índice regional para medir la innovación social. Metodología y resultados. SINNERGIAK Social Innovation, UPV-EHU, INNOBASQUE.[24]

### Opinió (selecció)
- Osoro, Ainara (2016). "Els precaris de França contra la reforma laboral". Pil-pilean Revista de Soraluze • Abril de 2016 • N. 314.[25]